# Васильевское сельское поселение (Тверская область)
Васильевское се́льское поселе́ние— упразднённое в 2012 году муниципальное образование Старицкого района Тверской области.
Васильевское сельское поселение было образовано в соответствии с законом Тверской области от 28 февраля 2005 г. № 48-ЗО. Включило в себя территории Васильевского, Бродовского и Нестеровского сельских округов.
Административный центр — деревня Васильевское.
Законом Тверской области от 28 мая 2012 года № 32-ЗО, Паньковское сельское поселение и Васильевское сельское поселение преобразованы в Сельское поселение «Паньково», с административным центром в деревне Паньково.

## Географические данные
- Общая площадь: 169,4 км²
- Нахождение: северо-восточная часть Старицкого района.

## Население
По переписи 2002 года — 971 человек (251 Бродовский, 502 Васильевский и 218 Нестеровский сельские округа), на 01.01.2008 — 791 человека.

## Населенные пункты
На территории поселения находятся следующие населённые пункты:
| №  | Тип нп | Название         | Население (2008 год) |
| -- | ------ | ---------------- | -------------------- |
| 1  | дер.   | Валуйки          | 2                    |
| 2  | дер.   | Васильевское     | 269                  |
| 3  | дер.   | Ермачево         | 2                    |
| 4  | дер.   | Игуменка         | 0                    |
| 5  | дер.   | Казнаково        | 3                    |
| 6  | дер.   | Крестцы          | 0                    |
| 7  | дер.   | Лопатино         | 4                    |
| 8  | дер.   | Матюково         | 29                   |
| 9  | дер.   | Прокофьево       | 0                    |
| 10 | дер.   | Рамейково        | 15                   |
| 11 | дер.   | Терпилово        | 1                    |
| 12 | дер.   | Толмачево        | 2                    |
| 13 | дер.   | Чадово           | 10                   |
| 14 | дер.   | Черново          | 0                    |
| 15 | дер.   | Щитниково        | 58                   |
| 16 | дер.   | Ушаковские Горки | 7                    |
| 17 | дер.   | Акишево          | 9                    |
| 18 | дер.   | Броды            | 129                  |
| 19 | дер.   | Быльцино         | 6                    |
| 20 | дер.   | Воеводино        | 6                    |
| 21 | дер.   | Горки            | 8                    |
| 22 | дер.   | Ивачево          | 7                    |
| 23 | дер.   | Игутьево         | 5                    |
| 24 | дер.   | Кучково          | 7                    |
| 25 | дер.   | Никоново         | 0                    |
| 26 | дер.   | Пролежнево       | 5                    |
| 27 | дер.   | Станишино        | 43                   |
| 28 | дер.   | Толвенцово       | 1                    |
| 29 | дер.   | Нестерово        | 75                   |
| 30 | дер.   | Бутово           | 0                    |
| 31 | дер.   | Волга            | 9                    |
| 32 | дер.   | Городище         | 5                    |
| 33 | дер.   | Дерягино         | 9                    |
| 34 | дер.   | Жихарево         | 5                    |
| 35 | дер.   | Знаменка         | 3                    |
| 36 | дер.   | Каленицы         | 39                   |
| 37 | дер.   | Кошево           | 10                   |
| 38 | дер.   | Кулотино         | 8                    |
| 39 | дер.   | Рюхово           | 0                    |
| 40 | дер.   | Тарутино         | 0                    |

### Бывшие населенные пункты
На территории поселения исчезли деревни Подрябинки, Срезнево, Малое Толвенцово и другие.

## История
В XIX — начале XX века деревни поселения относились к Иверовской и Тредубской волостям Старицкого уезда Тверской губернии.

## Известные люди
В деревне Никоново родился Герой Советского Союза Николай Лаврентьевич Арсеньев.

 В деревне Станишино родился Герой Советского Союза Сергей Дмитриевич Логинов.